# 11948 Justinehénin
A 11948 Justinehénin (ideiglenes jelöléssel 1993 QQ4) egy kisbolygó a Naprendszerben. Eric Walter Elst fedezte fel 1993. augusztus 18-án.
Nevét Justine Henin (1982) belga teniszezőnő után kapta.